# Belagerung von Danzig (1807)
Schleiz – Saalfeld – Jena und Auerstedt – Lübeck – Großpolen – Czarnowo – Golymin – Pułtusk – Dirschau –  Allenstein – Preußisch Eylau – Ostrolenka – Stolp – Danzig – Kolberg – Guttstadt –Heilsberg – Friedland
Die Belagerung von Danzig 1807 fand im Vierten Koalitionskriegs statt. Schauplatz war die von preußischen und russischen Truppen verteidigte preußische Festung Danzig. Ihre Belagerung durch französische und sächsische Truppen begann am 10. März 1807 und endete am 24. Mai 1807 mit der ehrenvollen Kapitulation der Besatzung und ihrem Abzug nach Ostpreußen. Napoleon verlieh dem französischen Befehlshaber François-Joseph Lefebvre den Titel duc de Dantzig.

## Vorgeschichte
Am 14. Oktober 1806 verlor Preußen die Doppelschlacht von Jena und Auerstedt. Als die Nachricht Danzig erreichte, bekam der Ingenieur-Leutnant Pullet endlich Mittel und die vernachlässigte Festung konnte mit großer Eile instand gesetzt werden. Der König schickte den Ingenieur-General Laurens und den Major Bousmard zur Unterstützung. Der Gouverneur der Festung war Generalleutnant Hermann Johann Ernst von Manstein und der Kommandant der Generalmajor Carl Friedrich von Hamberger. Unter den Soldaten befanden sich zahlreiche Polen, die als unzuverlässig galten, weil sie, auch im  Gefecht, einzeln oder in Gruppen desertierten. Dagegen erhielt Danzig einen ständigen Zuzug von Ranzionierten, mit denen die Truppen aufgefüllt und das Freikorps Krockow gebildet werden konnte.

## Belagerung
Am 20. Februar 1807 erreichten die ersten napoleonischen Soldaten die Festung. 5000 Mann einer polnischen Division unter General Dombrowski trafen sich mit 4000 Badenern unter General Menard und 3000 Mann der Nordlegion unter General Puthod bei Dirschau. Es gab nur kleine Gefechte, aber große Verwüstungen in der Umgebung. Am 11. März 1807 begann man mit dem Niederbrennen der Vorstädte. Am 12. März 1807 erreichte der General der Kavallerie, Graf von Kalkreuth, die Festung. Dieser war bereits in Friedenszeiten Gouverneur gewesen und verbreitete wieder allgemeine Zuversicht. Inzwischen erreichte das 10. Armeekorps des Marschalls Lefebvre die Festung. Das Armeekorps bestand aus einigen Franzosen, aber mehrheitlich aus Sachsen, Badenern und Polen.
In der Festung waren inzwischen mehrere Bataillone Russen zusammen mit 700 Kosaken unter dem Fürsten Czerbatow. Es kam nicht zu entscheidenden Gefechten, aber am 20. März gelang es den Belagerern, die Frische Nehrung zu besetzen, wo sie den General Rouquette vertrieben, der nach  Pillau abziehen musste. Damit verlor die Festung ihre Landverbindung zum Hauptquartier in Königsberg.
Auch traf nun ein französisches Armeekorps mit Belagerungsartillerie vor Danzig ein. In der Nacht vom 23. auf dem 24. April begann der Beschuss, die Einwohner flüchteten nach Niederstand und Langgarten, die noch außer Reichweite waren. Auch am 25. und 26. wurde der Beschuss fortgesetzt. Am 26. erhielt die Festung die Aufforderung zur Übergabe, die aber abgelehnt wurde.
Der April verging unter Beschuss und Ausfällen. Die Preußen nahmen den Franzosen die Judenschanze (Judenberg) ab und verloren die Bousmard-Schanze am Grantberg. Die Franzosen beschossen vom Zigankenberg und Stolzenberg die Festung und es gelang ihnen, bis zu den Palisaden auf dem Hagelberg vorzustoßen. Der Beschuss wurde nur für eine vierstündige Feuerpause unterbrochen, um die Toten zu bergen.
Am 5. Mai fiel der General-Ingenieur Laurens. Außerdem ging die Insel Holm verloren. Die Insel lag zwischen der Stadt und dem Fort Weichselmündung. Der Kommandant war der russische Major Utkens; er kommandierte 1500 Russen sowie eine Kompanie preußischer Artillerie und 20 Geschütze.
In der Nacht vom 8. zum 9. Mai gelang es 50 Badenern, die Weichsel zu überqueren. Es gelang ihnen, die Wälle zu ersteigen, und ein Bataillon Sachsen folgte. Die Besatzung wurde völlig überrascht gefangen genommen. Mit dem Fall der Insel war die Kommunikation mit der Ostsee unterbrochen. Kalkreuth machte noch häufiger Ausfälle, Geschütze wurden vernagelt und Gefangene gemacht. Hoffnung keimte nochmals auf, als am 12. Mai ein russisches Geschwader vor Weichselmünde erschien. Geplant war, russischen Truppen unter General Kamenski zu landen und der Oberst von Bülow sollte von Pillau vorstoßen. 8000 Mann konnten an Land gebracht werden, kamen aber nicht weiter. Auch Bülow musste sich nach einem kurzen Gefecht wieder zurückziehen.
Der nächste Rückschlag kam am 19. Mai. Die Festung begann, unter Munitionsmangel zu leiden. Daher schickten die Engländer einen Dreimaster. Das Schiff gab bei der Einfahrt in die Weichsel drei Salven ab und fuhr dann aber auf eine Sandbank auf, und die Belagerer konnten das Schiff besetzen. Die Franzosen machten reiche Beute: 26 24-pfündige Kanonen, 150 Zentner Pulver und eine Kriegskasse mit 300.000 Talern. Außerdem gerieten 50 Jäger des Freikorps Krockow in Gefangenschaft.
Am 20. Mai erfolgte erneut ein preußischer Ausfall, dabei fiel aber der Ingenieur-Major von Bousmard, und der damalige Leutnant Pullet wurde sein Nachfolger. Am 21. Mai wurde Hagelsberg wieder unter heftiges Feuer genommen. Am Nachmittag kam es nochmals zu einem letzten Gefecht der preußischen Kavallerie, den Kosaken und den Franzosen. Es wurde aber dann die Übergabe verhandelt, und am 26. Mai besetzten die Belagerer den Bischofs- und den Hagelberg. Die Besatzung durfte in allen Ehren über die Nehrung nach Pillau abziehen, nachdem sie geschworen hatten, wenigstens ein Jahr nicht gegen die Franzosen zu kämpfen.
Napoleon ernannte den Marschall Lefebvre für den Erfolg zum duc de Dantzig. Der General Rapp wurde zum Gouverneur der Festung ernannt. Obwohl nicht erfolgreich, erhielt der General Kalkreuth vom preußischen König den Titel eines Feldmarschalls.